# Solomon Borissowitsch Pikelner
Solomon Borissowitsch Pikelner (russisch Соломон Борисович Пикельнер, in englischer Transliteration Solomon Borisovich Pikelner, * 6. Februar 1921 in Baku; † 19. November 1975 in Moskau) war ein sowjetischer Astrophysiker.

## Leben
Solomon Borissowitsch Pikelner wurde am 6. Februar 1921 in Baku, der Hauptstadt der damaligen Aserbaidschanischen SSR, geboren. Nach seiner Schulzeit studierte er an der Fakultät für Mechanik und Mathematik der Staatlichen Universität Moskau, wo er 1942 seinen Abschluss machte. Danach ging er an das Sternberg-Institut für Astronomie in Moskau und wurde 1946 promoviert (Aspirantur).
Anschließend arbeitete Pikelner am Krim-Observatorium und war am Wiederaufbau des im Zweiten Weltkrieg zerstörten Observatoriums beteiligt. Er erlangte 1954 den Doktorgrad.
Im Jahre 1959 erhielt er eine Professorenstelle für Astrophysik an der Staatlichen Universität Moskau, wo er bis zu seinem Lebensende blieb.
Pikelners Forschungsschwerpunkte waren die Magnetohydrodynamik, die Physik des interstellaren Mediums und der Nebel, die  Sternentstehung und die Physik der Sonne. Er entwickelte Theorien zu kosmischen Stoßwellen und quantitative Modelle zur Beschreibung von Supernovaresten.
Er war Mitglied der Kommission 34 für interstellare Materie der Internationalen Astronomischen Union, von 1961 bis 1964 war er Vizepräsident der Kommission, bis 1967 ihr Präsident und anschließend, bis 1970, Mitglied des Organisationskomitees.
Solomon Pikelner starb unerwartet am 19. November 1975 an einer akuten Blinddarmentzündung.

## Bücher
- Пикельнер С.Б.: Физика межзвёздной среды (Physik des interstellaren Mediums). Hrsg.: Академия наук СССР. Moskau 1959 (russisch).

- Пикельнер С.Б.: Солнце (Die Sonne). In: Популярные лекции по астрономии. Band 11. Moskau 1961 (russisch).

- Каплан, С. А., Пикельнер С.Б.: Межзвездная среда (Interstellare Materie). In: Проблемы теоретической астрофизики. Moskau 1963 (russisch).

- Пикельнер С.Б.: Основы космической электродинамики (Grundlagen kosmischer Elektrodynamik). Москва Наука, 1966 (russisch).

## Ehrungen
- Der 1969 entdeckte Asteroid (1975) Pikelner wurde nach Solomon Pikelner benannt.[5]
- 1971 wurde er zum Mitglied der Royal Astronomical Society gewählt.[1]
- Im Jahre 1979 benannte die IAU den Mondkrater Pikel’ner offiziell nach Solomon Borissowitsch Pikelner.[6][7]